# Save the Best for Last
Save the Best for Last ist ein Lied von Vanessa Lynn Williams aus dem Jahr 1992, das von Phil Galdston, Wendy Waldman und Jon Lind geschrieben wurde. Es erschien auf dem Album The Comfort Zone.

## Geschichte
Im Lied geht es um eine junge Frau, die einen Vergebenen begehrt und dieser unerwartet mit ihr letzten Endes eine Liaision eingeht. Als inspiration diente Williams Rücktritt bei der Wahl zur Miss America aus dem Jahr 1984, auf die ihre Musikkarierre folgte. Die Veröffentlichung war am 14. Januar 1992, in den Vereinigten Staaten, Kanada und Australien wurde die Pop und Soulnummer ein Nummer-eins-Hit. Bei den Grammy Awards 1993 wurde es in den Kategorien Aufnahme des Jahres und Beste weibliche Pop-Gesangsdarbietung nominiert.
Das Lied wurde in Es-Dur bei einem Tempo von 96 BPM komponiert. Williams Gesang geht von F3 bis C5.

## Musikvideo
Zur Promotion wurden zwei Musikvideos gedreht. In der ersten Version, die hauptsächlich auf MTV ausgestrahlt wurde und unter der Regie von Ralph Ziman entstand, läuft Vanessa Lynn Williams in einer beschneiten Landschaft rum. Diese wechselt in Schwarzweißfotografie, als sie vor einem Vorhang singt und ändert sich blaustichig, als ein Orchester erscheint. Später ist sie in einem Wohnzimmer zu sehen. Die zweite Version besteht aus den Schwarzweißaufnahmen vor dem Vorhang und dem Orchester.

## Kommerzieller Erfolg

### Chartplatzierungen
| ChartsChartplatzierungen       | Höchstplatzierung | Wochen |
| ------------------------------ | ----------------- | ------ |
| Deutschland (GfK)              | 19 (19 Wo.)       | 19     |
| Schweiz (IFPI)                 | 6 (14 Wo.)        | 14     |
| Vereinigte Staaten (Billboard) | 1 (27 Wo.)        | 27     |
| Vereinigtes Königreich (OCC)   | 3 (11 Wo.)        | 11     |

| ChartsJahrescharts (1992)      | Platzierung |
| ------------------------------ | ----------- |
| Deutschland (GfK)              | 96          |
| Schweiz (IFPI)                 | 36          |
| Vereinigte Staaten (Billboard) | 4           |

### Auszeichnungen für Musikverkäufe
| Land/Region               | Auszeichnungen für Musikverkäufe (Land/Region, Auszeichnung, Verkäufe) | Verkäufe |
| ------------------------- | ---------------------------------------------------------------------- | -------- |
| Australien (ARIA)         | Platin                                                                 | 70.000   |
| Vereinigte Staaten (RIAA) | Gold                                                                   | 500.000  |
| Insgesamt                 | 1× Gold · 1× Platin ·                                                  | 570.000  |

## Coverversionen
- 1993: Ethel Ennis
- 1993: Warren Bernhardt
- 1994: Harold Mabern
- 1994: James Last feat. Richard Clayderman
- 1994: John McCook
- 1995: Patricia Paay
- 1998: Anita Meyer (Jij bent de liefste die er is)
- 1999: Floyd Cramer
- 2000: Paloma San Basilio (Tú te guardabas lo mejor)
- 2001: Tom Grant
- 2002: Vanessa Struhler
- 2003: Dana Winner (Märchenland Gefühl)
- 2003: Erkan Aki
- 2004: Me First and the Gimme Gimmes
- 2005: Joseph Williams
- 2006: Monique
- 2013: Jim Brickman